# Медаль «За выдающиеся заслуги в службе общественного здравоохранения» (Министерство здравоохранения США)
Меда́ль «За выдаю́щиеся заслу́ги в слу́жбе обще́ственного здравоохране́ния» (англ. Public Health Service Distinguished Service Medal) — это почётная награда, вручаемая Службой общественного здравоохранения США членам Офицерского корпуса службы общественного здравоохранения США и другим членам подразделений Вооружённых сил США, чьи достижения имеют выдающееся или уникальное значение для миссий Офицерского корпуса. Является высшей наградой, вручаемой Службой общественного здравоохранения США, и высшей наградой Министерства здравоохранения и социальных служб США для Офицерского корпуса.

## Критерии
Медаль вручается в знак признания чрезвычайно высокого уровня достижений офицера, обладающего подлинным чувством общественного служения и внёсшего исключительный вклад в миссию Офицерского корпуса. Может быть присуждена за героический поступок, приведший к спасению жизни или защите здоровья.
Также может быть вручена «за доблесть», обозначаемая знаком бронзовой буквой «V» на булавке за признание актов мужества и отваги. Обозначение «За доблесть» не должно использоваться для обозначения опасных заданий или воздействия опасных и угрожающих жизни условий. Офицер должен проявить положительный и конкретный поступок или акции храбрости и/или героизма, приведшие к спасению жизни или здоровья других лиц. Степень риска для личной безопасности, уровень храбрости и демонстрация мужества являются определяющими факторами, которые должны быть чётко показаны.